# Штурм берлинского цейхгауза

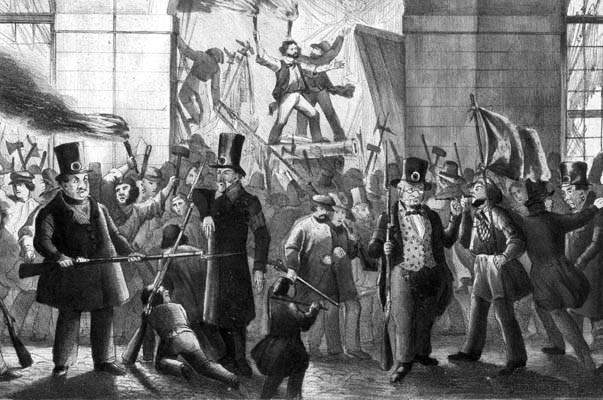
Героическая оборона цейхгауза (карикатура 1848 года)

Штурм берлинского цейхгауза 14 июня 1848 года (нем. Der Berliner Zeughaussturm vom 14. Juni 1848) — самое жестокое волнение в Берлине со времени восстания 18/19 марта 1848 года, привёл к отставке правительства Кампгаузена-Ганземана.

## Предыстория
Наиболее радикальные революционеры требовали юридического признания революции внутри и за пределами Прусского национального собрания. 8 июня владелец берлинской типографии Юлиус Берендс подал заявление в Национальное собрание, заявив, что «Собрание хотело объявить о признании революции, что бойцы 18 и 19 марта совершили подвиг для своей страны». Умеренное большинство Собрания отклонило ходатайство, таким образом поддержав правительство Кампгаузена-Ганземана. Результатом было то, что это вызвало внепарламентскую агитацию, которая привела к насильственным действиям.

## События и последствия
Ещё в мае 1848 года сторонники революции с подозрением относились к Берлинскому цейхгаузу как к центральному военному складу города и как к возможному опорному пункту контрреволюционных действий армии. Непосредственной причиной событий стали подстрекательские речи публициста по имени Урбан, который утром 14 июня 1848 года сказал собравшимся рабочим, что они имеют право на ношение оружия и что они должны требовать осуществления этого права.
Это требование было популярно, потому что массы населения не могли стать членами дружин, сформированных в начале революции, поскольку их родственники должны были оплачивать свое собственное снаряжение. Поэтому лозунг был подхвачен толпой, которая сначала собралась у Певческой академии в Берлине, а затем перешла к зданию, где заседало Национальное Собрание. Там демонстранты были отбиты берлинскими жандармами и вооруженными силами. Вечером 14 июня толпа двинулась к цейхгаузу, чтобы вооружиться самостоятельно. Охранникам не удалось остановить демонстрантов, которые вторглись в здание и разграбили его. Было захвачено не только оружие, но и военные трофеи и полковые флаги. В течение ночи силы военных и гражданского ополчения сумели прогнать толпу и вернуть большинство оружия.
Штурм цейхгауза привёл к отставке шефа берлинской полиции Юлиуса фон Минутоли под давлением королевского двора в Потсдаме, а затем к осуждению некоторых военных, что стало одним из главных факторов отставки кабинета Кампгаузена-Ганземана.
В случившемся обвинили командующего берлинских дружин Блессона. Он принял командование от Фридриха фон Ашоффора только в начале июня 1848 года и подал в отставку после штурма цейхгауза 15 июня 1848 года. Майор Отто Римплер был избран новым «временным командиром дружин».
Стефан Борн, который участвовал в качестве члена жандармерии в разоружении демонстрантов, позже сообщил, что среди них было поразительно много юных пьяниц, и выразил подозрение, что заинтересованные силы со стороны контрреволюции преднамеренно способствовали событиям для дискредитации революции. Тогдашний прокурор и политик-демократ Йодокус Темме говорил то же самое. Однако доказательств провокации до сих пор не обнаружено.